# Église Sant'Alvise
Sant'Alvise est une église catholique de Venise, en Italie. Elle s'appelait jadis San Lodovico. Elle longe le rio éponyme.

## Historique
Selon la tradition, Sant'Alvise est bâtie par Antonia Veniera en 1388 à côté d'un couvent d'augustines, et dédiée à Saint Louis, évêque de Toulouse (formes remontant à Hlodowig qui donne Aloïs, Aloys, Alvise). 
Par gratitude qu'ils aient abrités les augustiniennes réfugiées de Serravalle, le pape Martin V a financé en 1411 la reconstruction des structures qui furent à l'origine en bois. L'intérieur actuel de l'église date de sa restauration au XVIIe siècle.
En 1807, les religieuses de l'église Santa Caterina ont aménagé ici. La communauté ayant été supprimée le 12 mai 1810, le couvent est devenu un foyer pour jeunes filles abandonnées et l'église devint église paroissiale, appartenant aux filles de la Charité canossiennes. Les sœurs de l'église Santa Lucia ont été transférées ici au XIXe siècle.

## Localisation
Sant'Alvise est située sur le dans le nord-ouest du sestiere de Cannaregio, sur le Campo Sant'Alvise, le long du rio éponyme.

## Description

### Extérieur
L'église est construite en brique sur un plan extérieur rectangulaire. Sa façade est très sobre. Elle possède six pilastres reliés par des arcs en ogive qui se succèdent juste en dessous du toit.
Le portail en pietra d'Istria est enrichi d'une statue du saint datant par Agostino di Duccia vers 1442.

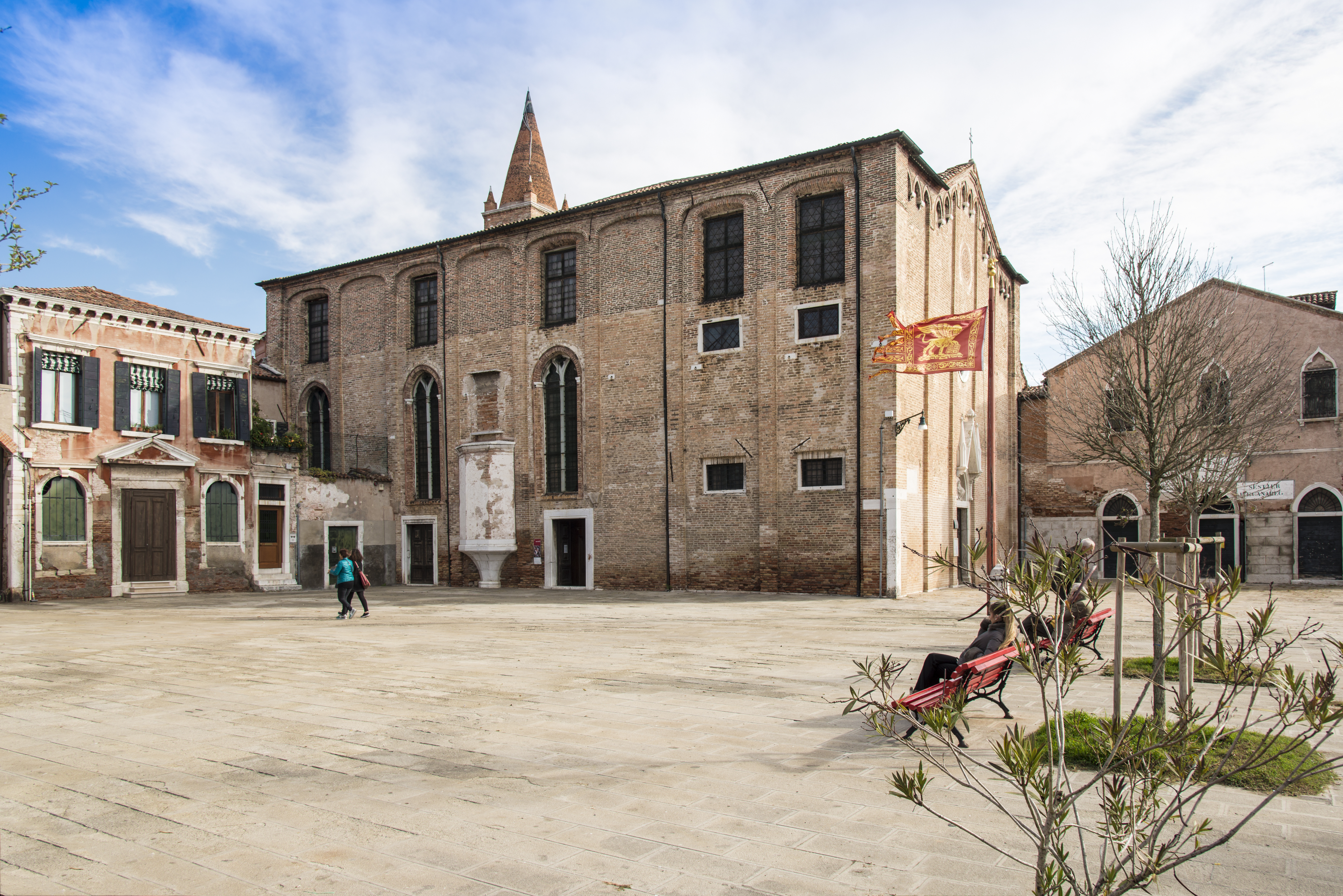
La facade ouest sur le campo
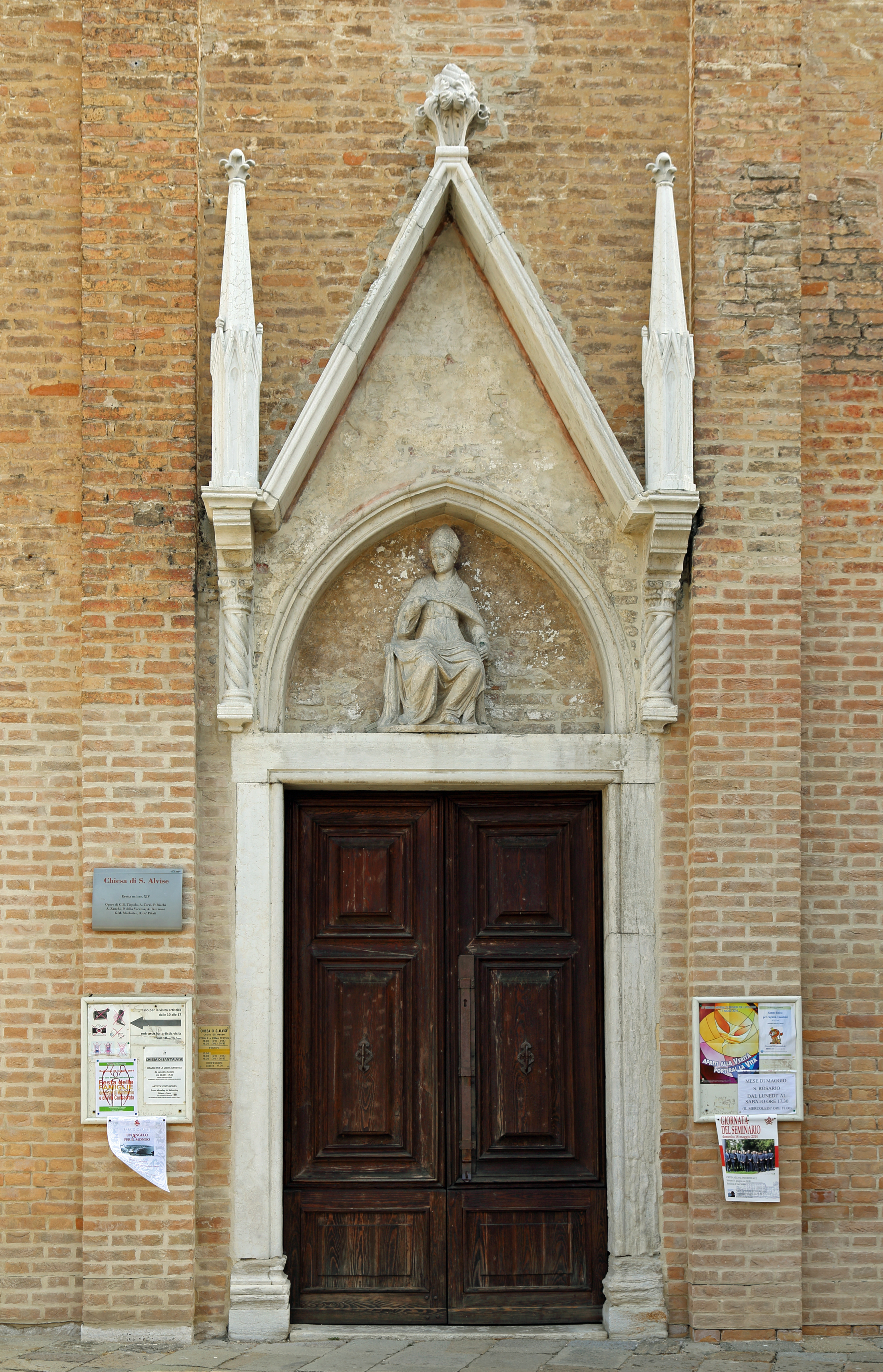
Entrée principale
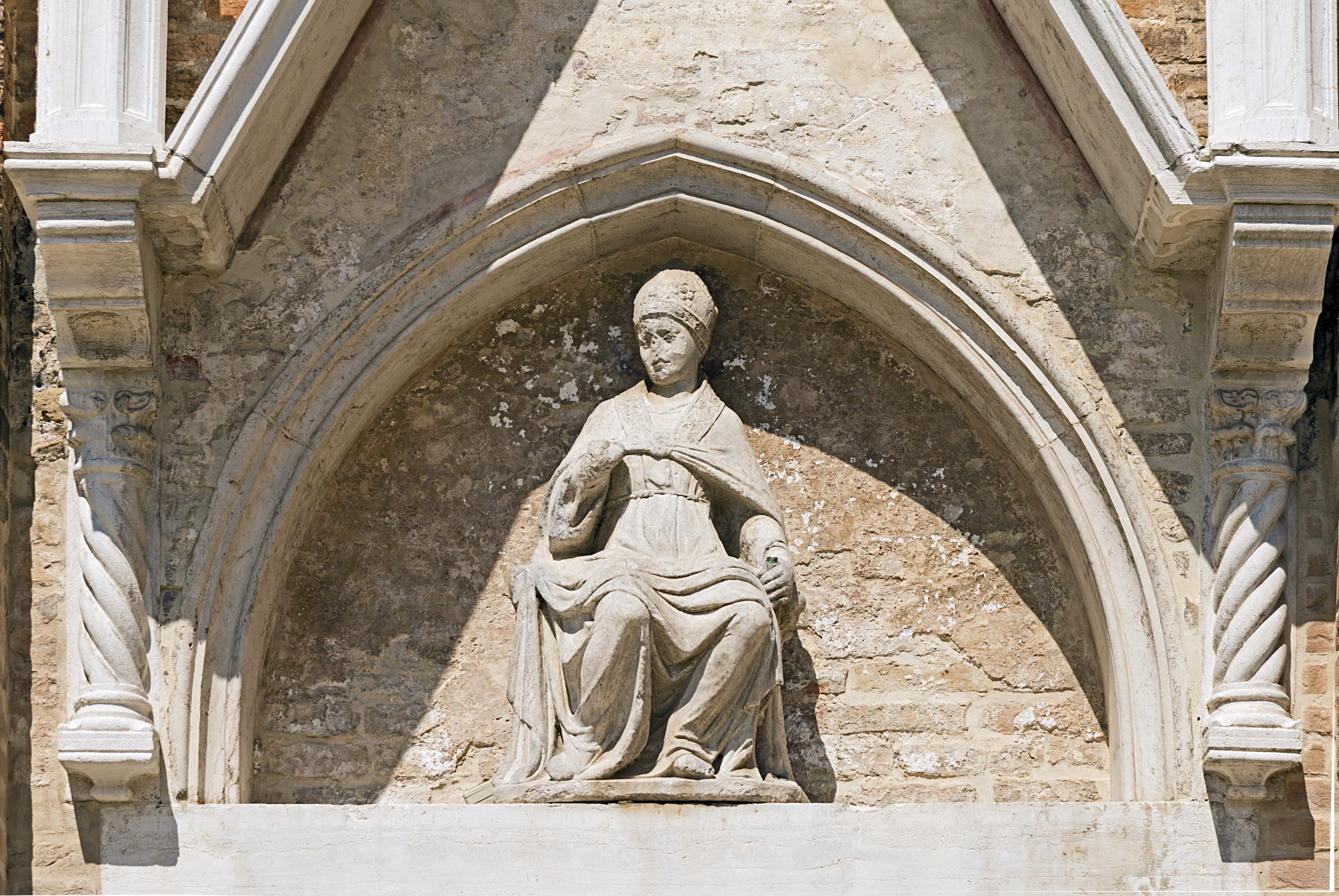
Statue de saint Louis de Toulouse

### Intérieur
La richesse de l'intérieur de Sant'Alvise contraste avec la sobriété de son extérieur. 
Elle possède une simple nef. La contre-façade est occupée par un barco, pièce particulière sur la contre-façade datant du XVe siècle. Protégées par des grilles de fer forgé du XVIIIe, derrière lequel les religieuses pouvaient assister aux services religieux. Les colonnes à tambour sont surmontées de statues du Rédempteur et de Saint Jean Baptiste datant du XVIe siècle.
Le plafond
En 1666, les congrégations qui servaient Sant'Alvise avaient leur plafond définitif et en 1678 la rénovation du toit a commencé.Le plafond (600m²) est entièrement recouvert de fresques de Pietro Antonio Torri et Pietro Ricchi datant du XVIIe siècle. Il y a deux inscriptions situées au plafond: Domus mea domus orationis est placé vers la façade et Vigilate et orate vers l'abside.

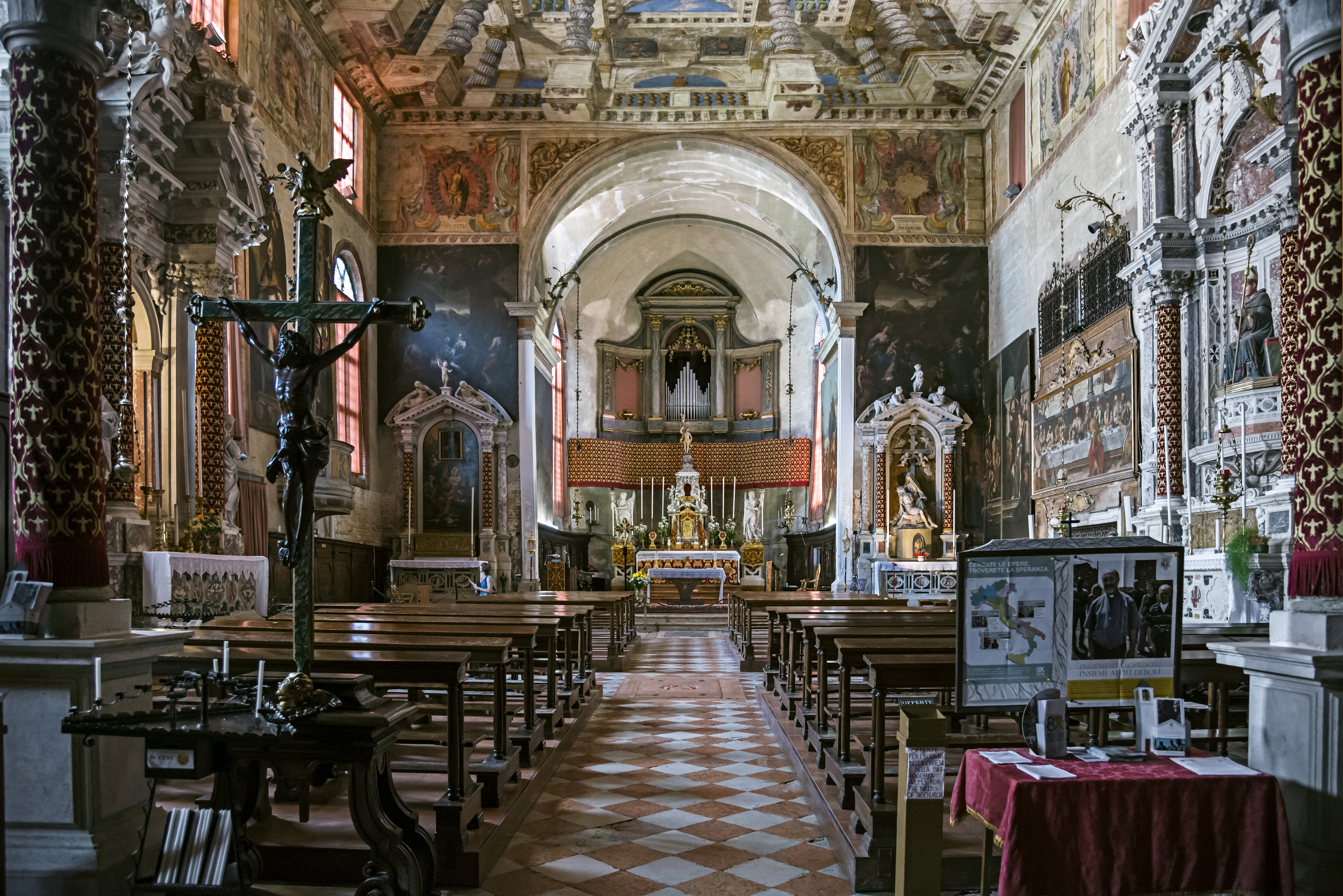
Vue de la nef
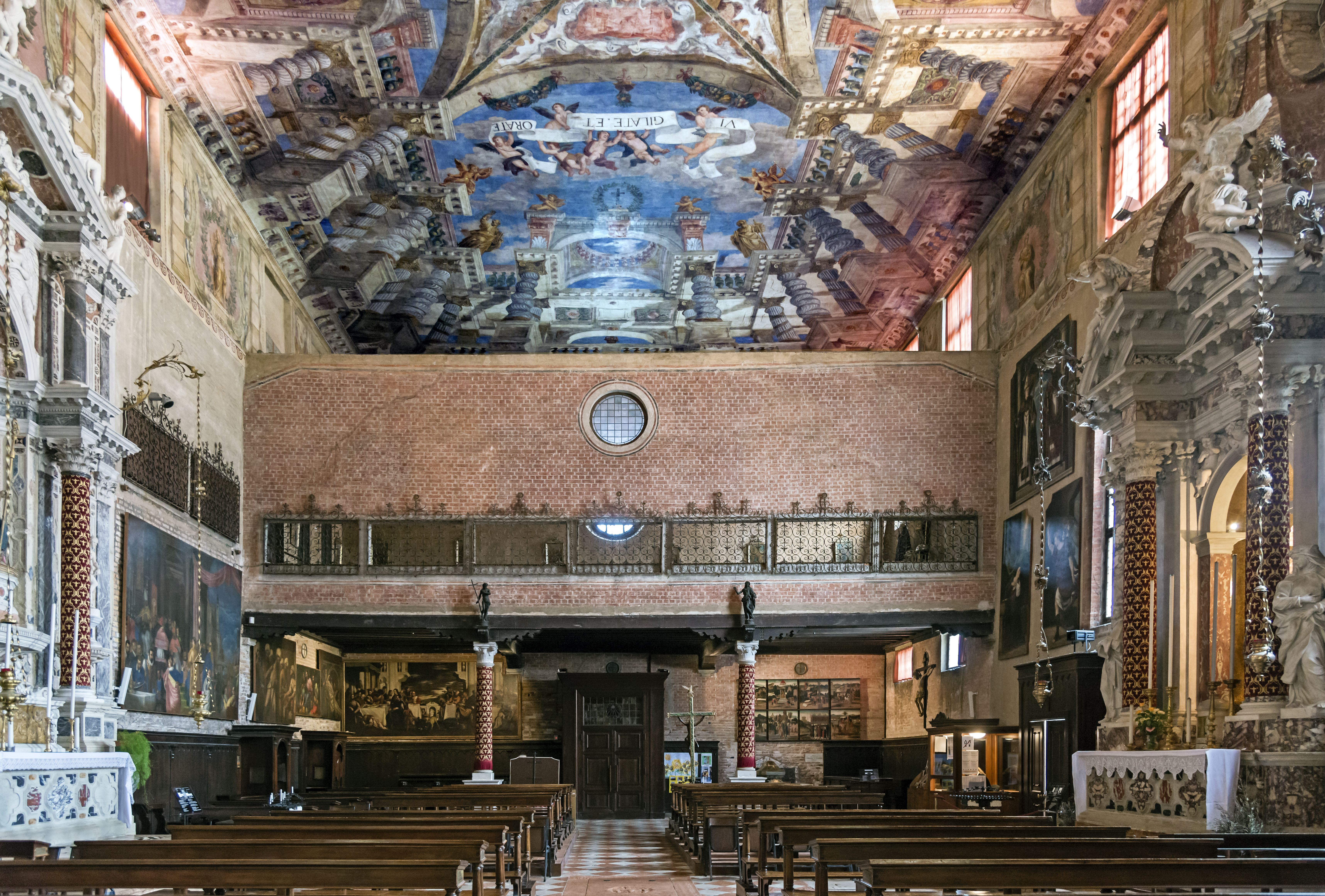
Le Barco
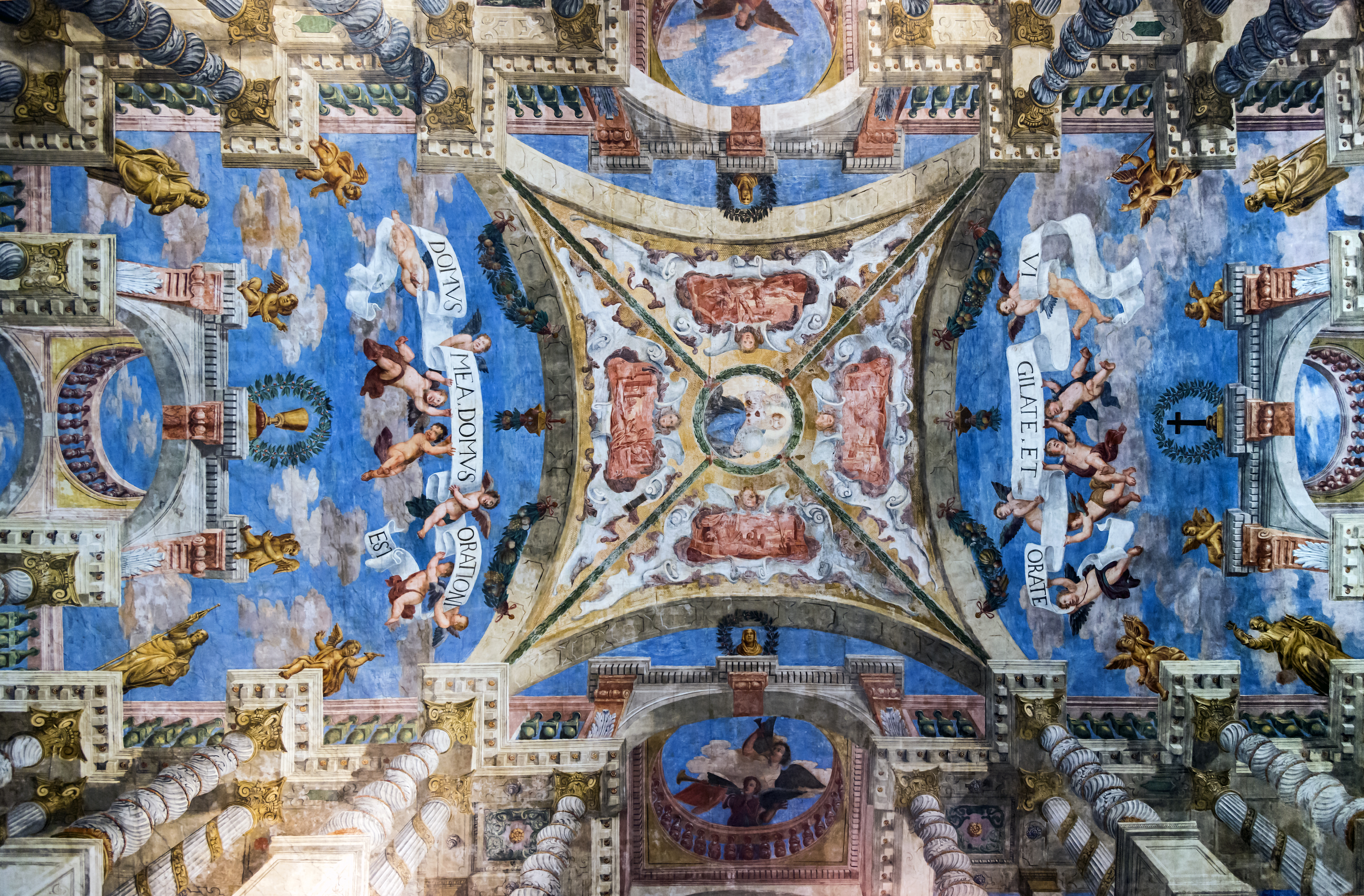
La Jérusalem céleste : plafond du XVIIe siècle

L'autel de saint Louis de Toulouse
Du côté droit de la nef il fait face à l'autel de la Vierge du rosaire. Au centre une statue en bois peinte de saint Louis de Toulouse du XVe siècle, avec de part et d'autre saint Antoine et saint Jean Baptiste.
Sur son côté droit un tableau de Pietro Damini  saint Louis sacré évêque de Toulouse à Rome. 

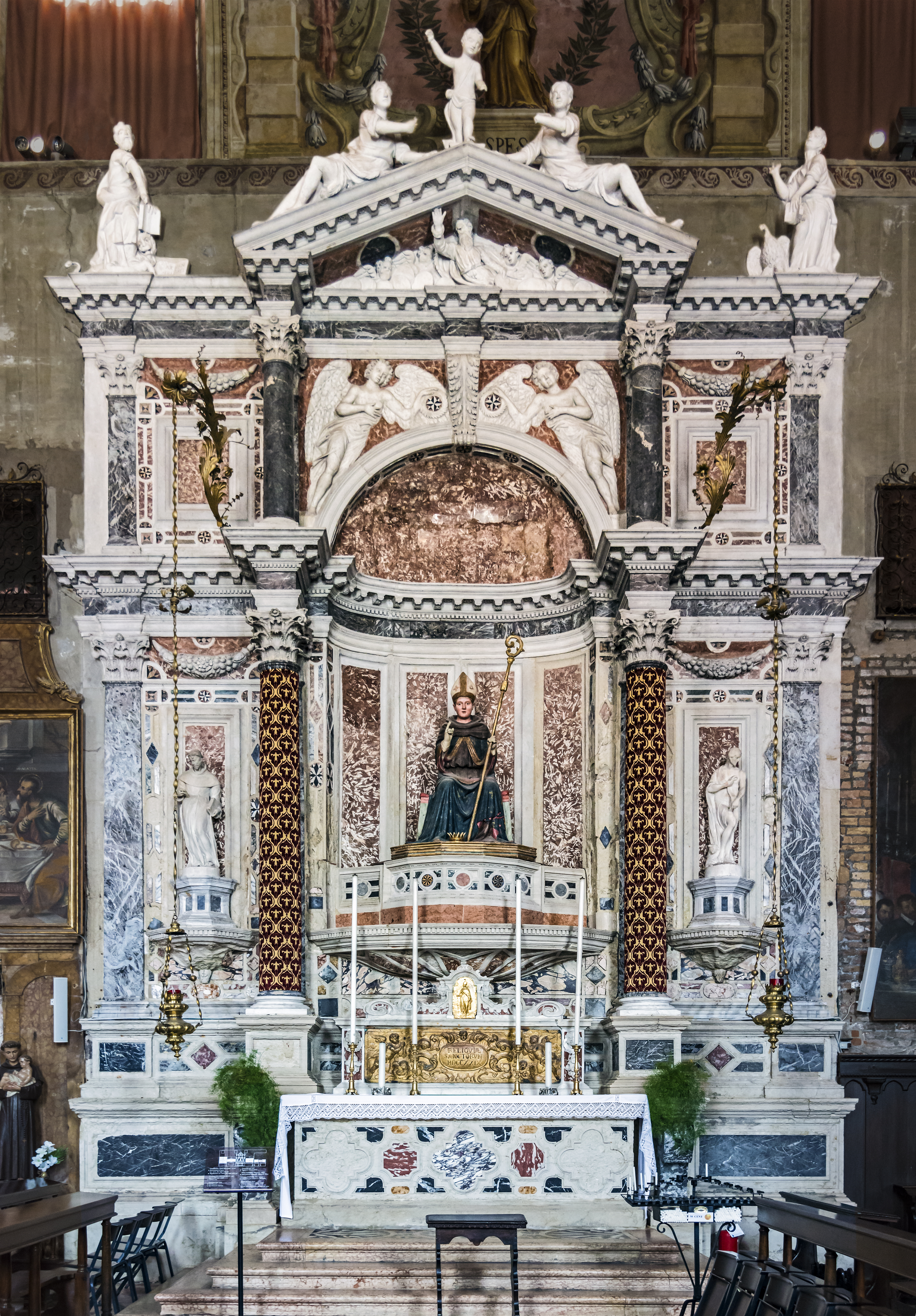
Autel de saint Louis de Toulouse
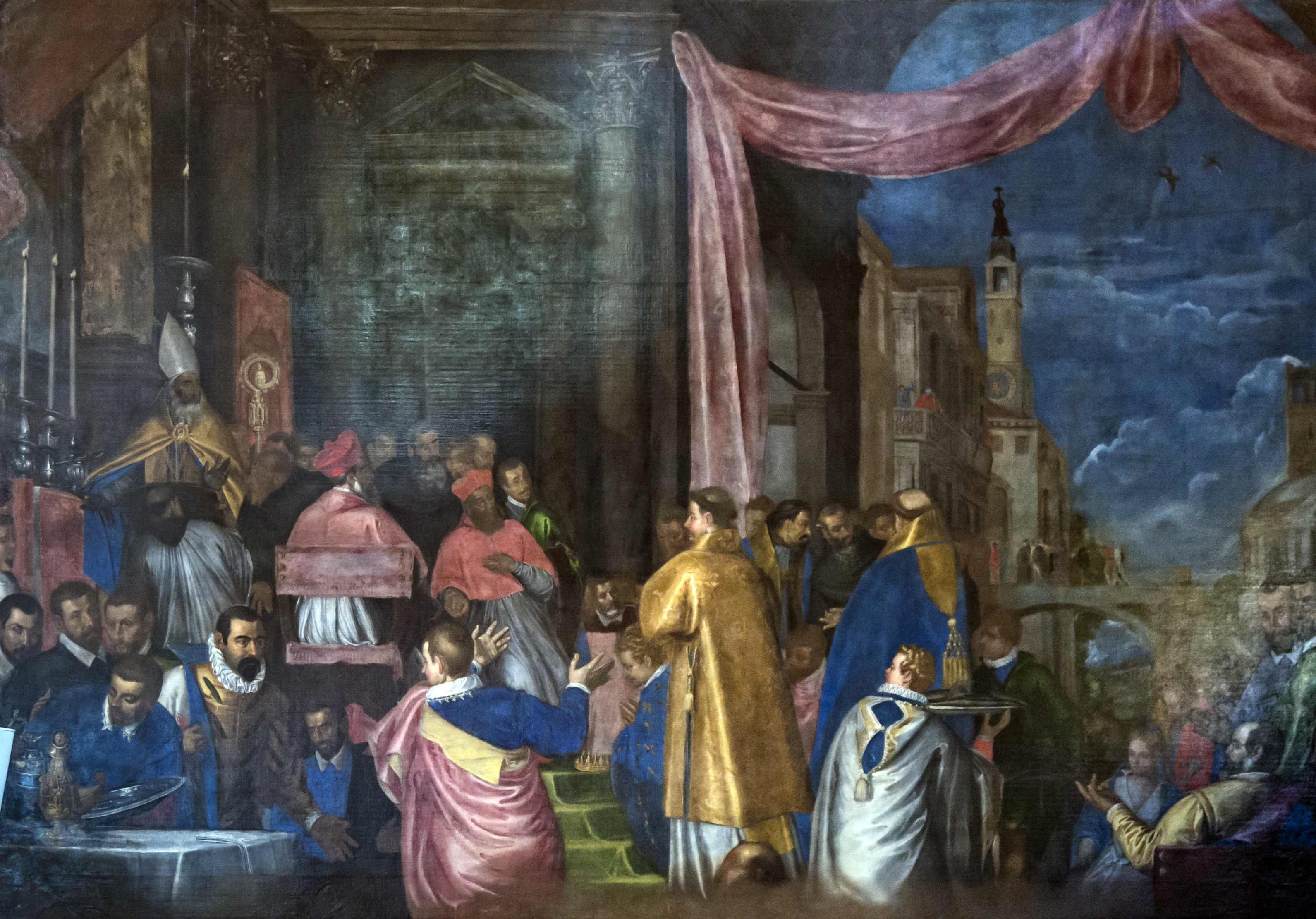
Pietro Damini  saint Louis sacré évêque de Toulouse

L'autel de la Vierge du Rosaire
Il fait face sur le côté droit de la nef à l'autel de saint Louis de Toulouse. Au centre Une vierge à l'enfant avec à sa droite Dominique de Guzman et à sa gauche Catherine de Sienne; ces trois statues par Giovanni Maria Morlaiter.
Le Chœur
La partie supérieure du chœur est occupé par l'orgue.

Les côtés de l'église contiennent des toiles de Pietro della Vecchia, Jacobello del Fiore, Bonifazio Veronese, Angelo Trevisani et Lazzaro Bastiani. Un triptyque commandé à Giambattista Tiepolo par Alvise Corner fut réalisé en 1737-1738 : La Montée au calvaire, La Flagellation et le couronnement d’épines.  

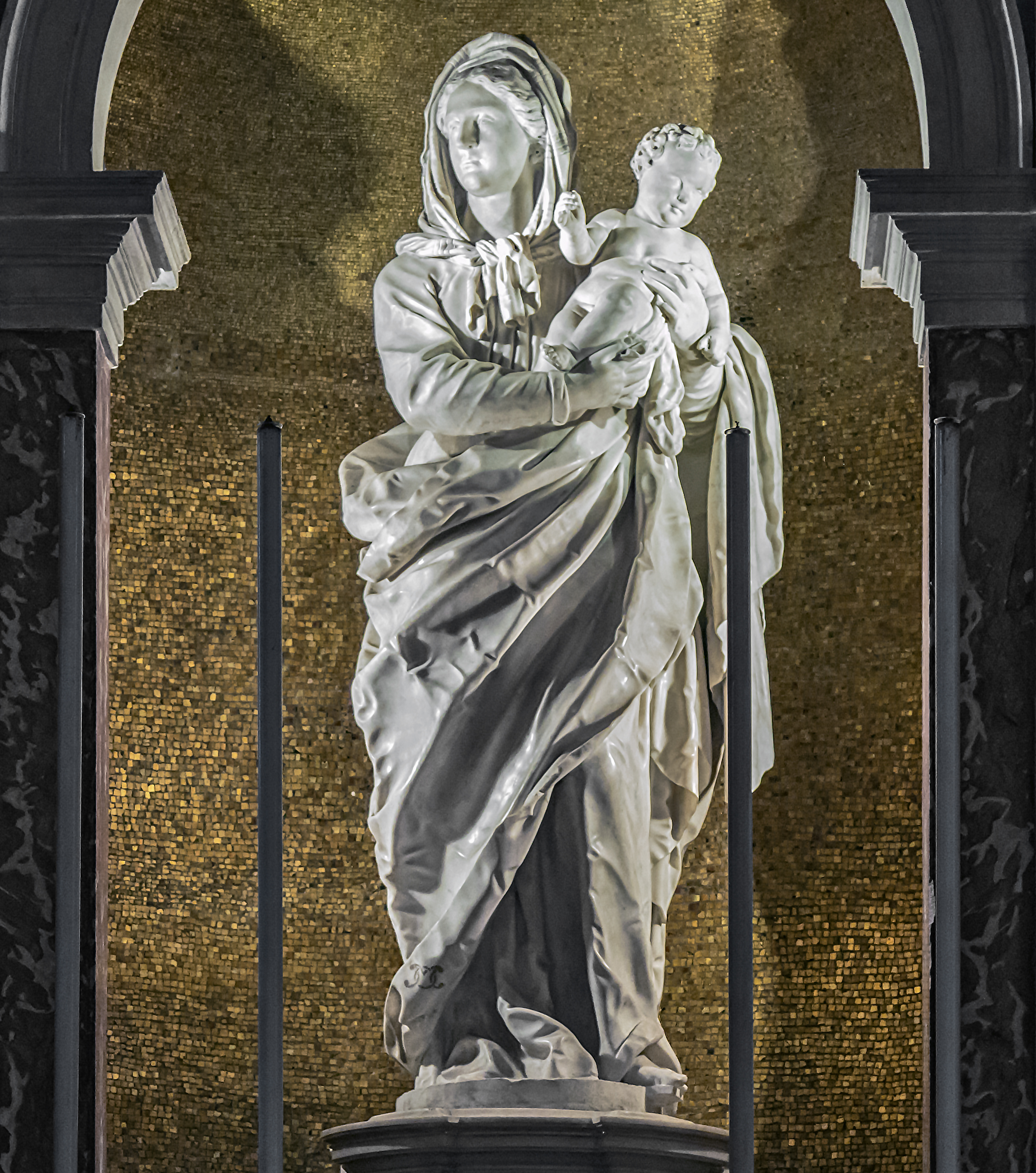
La Vierge du Rosaire par Giovanni Maria Morlaiter
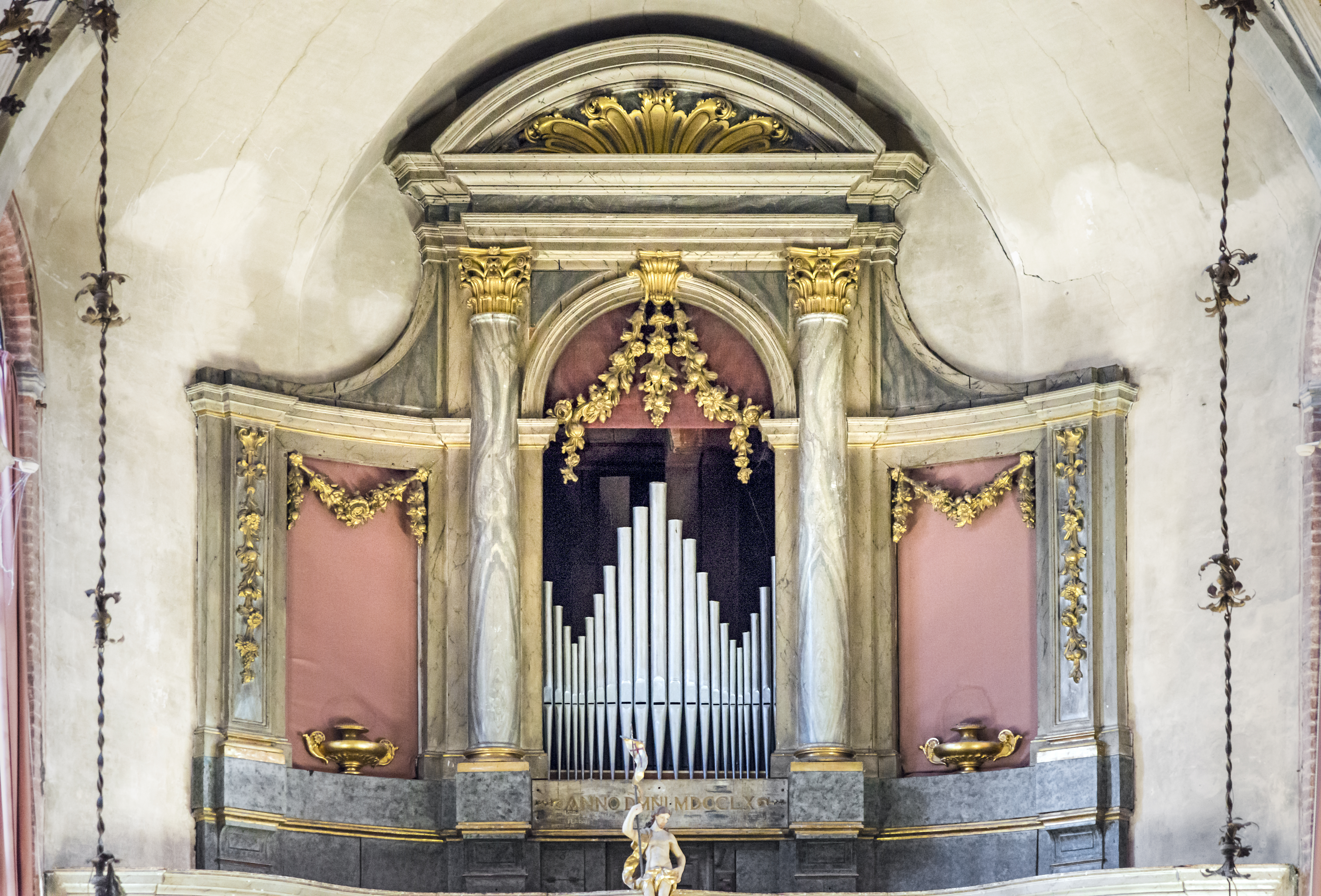
L'orgue
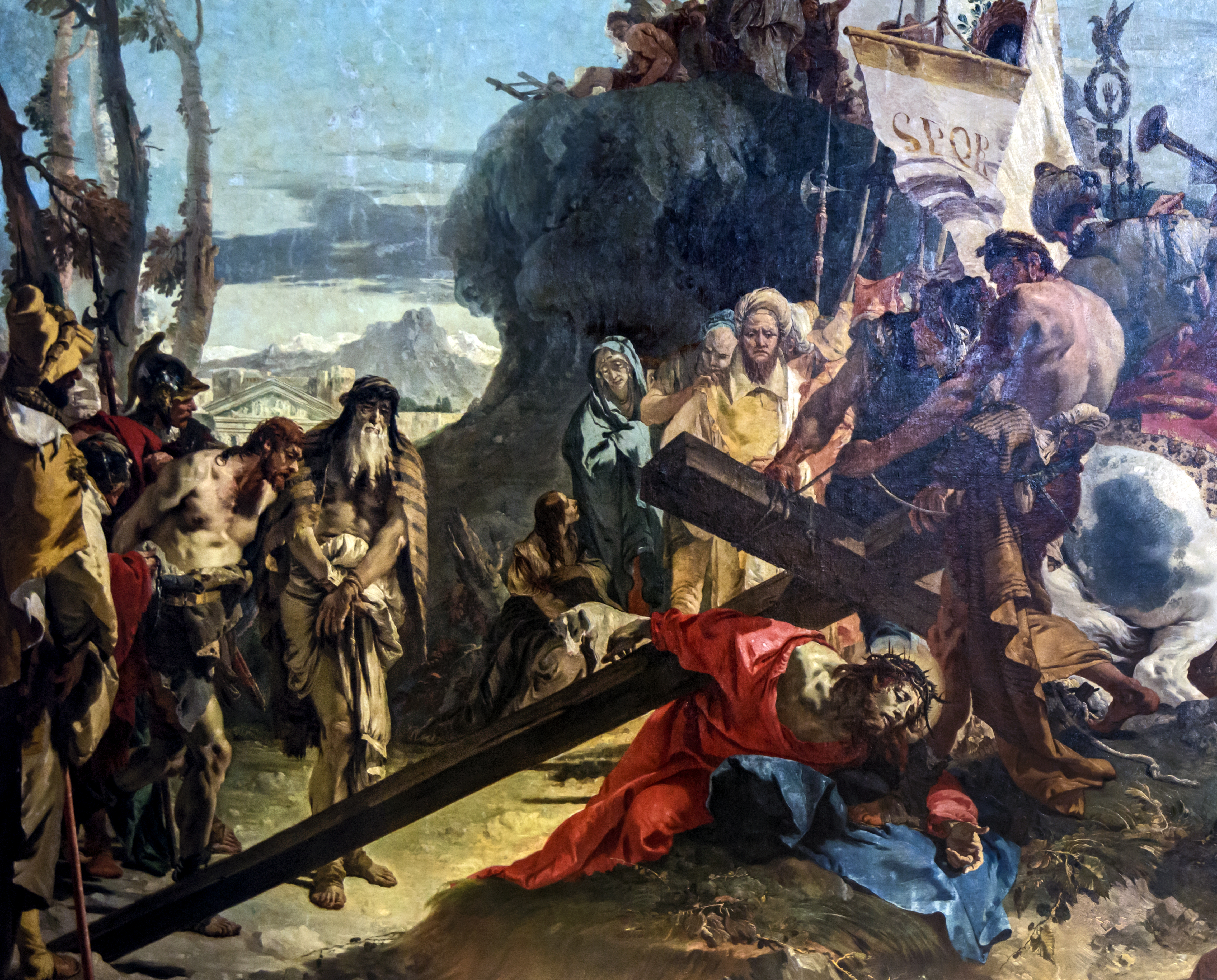
La Montée au Calvaire, 1737-1738 par Giambattista Tiepolo
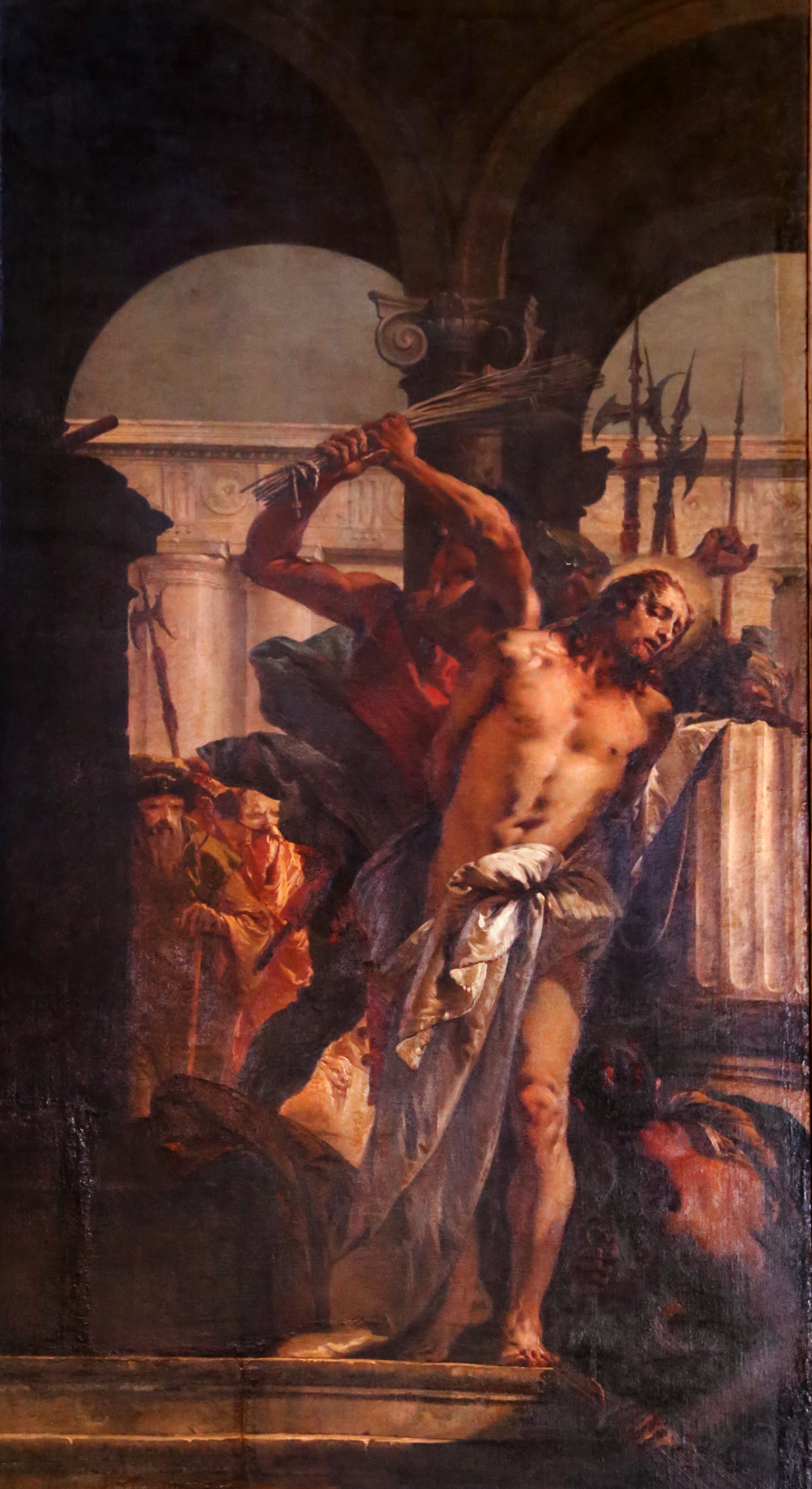
La Flagellation et le couronnement d’épines par Giambattista Tiepolo, 1737-1738